# Kryzys sumienia
Kryzys sumienia – biograficzna książka Raymonda Franza, najważniejsza książka tego autora. Autor tej książki były (usunięty ze zboru) Świadek Jehowy przedstawia oblicze organizacji oczami byłego członka. Książka jest dostępna w 13 językach.